# Vânători (okręg Teleorman)
Vânători – wieś w Rumunii, w okręgu Teleorman, w gminie Lisa. W 2011 roku liczyła 652 mieszkańców.